# El hombre de oro
El hombre de oro es una telenovela mexicana que se transmitió por el Canal 2 de Telesistema Mexicano de Televisa en 1960, con episodios de 30 minutos de duración. Obra original de Raúl Astor, quien a su vez fue el director general. Ocupando el horario de las 6:00 P. m., fue una telenovela de las más vistas en 1960. Telenovela protagonizada por Rafael Banquells, quien era el "Hombre de oro" y Magda Guzmán, además de la actuación de Angelines Fernández como la villana de la historia.

## Elenco
- Rafael Banquells
- Magda Guzmán
- Angelines Fernández
- Beatriz Aguirre
- María Idalia
- Carlos Navarro

## Producción
- Historia Original: Raúl Astor
- Director general: Raúl Astor
- Producción: Telesistema Mexicano

## Otros datos
- La telenovela está grabada en blanco y negro.
- Estuvo bajo la producción de Telesistema Mexicano S.A.

- Datos: Q5825232